# Soraya Haddad
Soraya Haddad (sinh ngày 30 tháng 9 năm 1984) là một Judoka người Algérie. Cô đã giành huy chương đồng ở hạng cân -52 kg tại Thế vận hội Mùa hè 2008. Cô đã vô địch châu Phi bốn lần: 2004, 2005, 2008 và 2011, và cũng là một huy chương đồng ở -48   hạng mục kg trong Giải vô địch thế giới năm 2005 ở Ai Cập. Cô sinh ra ở El-Kseur, Algérie.